# Kamen Rider Gaim
Kamen Rider Gaim (仮面ライダー鎧武 Kamen Raidā Gaimu) là series tokusatsu thứ 24 của loạt phim Kamen Rider Series và thứ 15 trong thời Heisei của Toei Company. Kamen Rider Gaim được Toei đăng ký thương hiệu vào ngày 20 tháng 5 năm 2013.. Buổi họp báo ra mắt bộ phim được tổ chức vào ngày 25 tháng 7, 2013. Kamen Rider Gaim lên sóng trong giờ phim Super Hero Time của TV Asahi vào ngày 6 tháng 10, 2013 cùng với 2 series Super Sentai là Zyuden Sentai Kyoryuger và sau đó là Ressha Sentai ToQger. Slogan của phim là "Rider chiến quốc". Motif của Kamen Rider Gaim là samurai và trái cây.

## Cốt truyện
Tại một thành phố mới nổi nằm dưới tầm ảnh hưởng của một tập đoàn mang tên Yggdrasill Corporation (ユグドラシルコーポレーション Yugudorashiru Kōporēshon), thanh niên lập nên những nhóm nhảy đường phố để quên đi thời gian. Họ cũng sử dụng những quái vật mini đến từ những chiều không gian khác tên là Inves (インベス Inbesu) để tổ chức những cuộc đấu bí mật. Tuy nhiên, cánh cổng không gian cũng có thể đưa đến những quái vật lớn hơn, và Kazuraba Kouta - Kamen Rider Gaim và là nhân vật chính của phim, một thanh niên thất nghiệp đã vô tình tìm thấy dụng cụ Hensin là một cái driver và một ổ khóa mang hình quả cam khi đi qua cánh cổng không gian, sử dụng sức mạnh vừa nhận được để chiến đấu với lũ quái vật, quyết định trở thành anh hùng chiến đấu với chúng.

## Nhân vật

### Riders

#### Armored Rider
Armored Rider (アーマードライダー Āmādo Raidā) là các Kamen Rider sử dụng Sengoku Driver
- TV show:

| Kamen Rider Gaim     | Kazuraba Kouta                 |
| Kamen Rider Baron    | Kumon Kaito                    |
| Kamen Rider Ryugen   | Kureshima Mitsuzane            |
| Kamen Rider Zangetsu | Kureshima Takatora             |
| Kamen Rider Gridon   | Hideyasu Jonouchi              |
| Kamen Rider Kurokage | Hase Ryoji ► Hideyasu Jonouchi |
| Kamen Rider Bravo    | Oren Pierre Alfonzo            |
| Kamen Rider Knuckle  | Zack                           |
| Kamen Rider Mars     | Kougane (tập cuối)             |
| Kamen Rider Jam      | Kougane (tập cuối)             |

- Trong movie:

| Kamen Rider Fifteen     | Ren Aoi        |
| Kamen Rider Kamuro      | Lapis          |
| Kamen Rider Idunn       | Akatsuki Touka |
| Kamen Rider Saver       | Kudo Kugai     |
| Kamen Rider Black Baron | Shura          |

Trong Kamen Rider Gaim Gaiden: Kamen Rider Duke, Ryoma Sengoku cũng dùng Sengoku Driver.

#### Shin Sedai Rider
Shin Sedai Rider (新世代ライダー (Tân Thời Đại Rider) Shin Sedai Raidā, Rider Thế Hệ Mới) là các Kamen Rider sử dụng Genesis Driver
- TV show

| Kamen Rider Zangetsu Shin | Kureshima Takatora ► Kureshima Mitsuzane |
| Kamen Rider Duke          | Sengoku Ryouma                           |
| Kamen Rider Sigurd        | Sid                                      |
| Kamen Rider Marika        | Minato Yoko                              |

Từ tập 26, Kaito cũng dùng Genesis Driver.
- Trong movie:

| Kamen Rider Kurokage Shin | Peko   |
| Kamen Rider Tyrant        | Alfred |

#### Bujin Riders
| Kamen Rider Bujin Gaim   | Bujin Gaim   |
| Kamen Rider Bujin Wizard | Bujin Wizard |
| Kamen Rider Bujin Fourze | Bujin Fourze |
| Kamen Rider Bujin OOO    | Bujin OOO    |
| Kamen Rider Bujin W      | Bujin Double |
| Kamen Rider Bujin Decade | Bujin Decade |
| Kamen Rider Bujin Kiva   | Bujin Kiva   |
| Kamen Rider Bujin Den-O  | Bujin Den-O  |
| Kamen Rider Bujin Kabuto | Bujin Kabuto |
| Kamen Rider Bujin Hibiki | Bujin Hibiki |
| Kamen Rider Bujin Blade  | Bujin Blade  |
| Kamen Rider Bujin Faiz   | Bujin Faiz   |
| Kamen Rider Bujin Ryuki  | Bujin Ryuki  |
| Kamen Rider Bujin Agito  | Bujin Agito  |
| Kamen Rider Bujin Kuuga  | Bujin Kuuga  |

### Inves
Là sinh vật sống trong Helheim, có thể dùng Lockseed để gọi chúng . Inves còn có thể thông qua các cánh cổng Crack để đến Zawame City .

## Tập phim
1. Biến thân! Orange từ trên trời rơi xuống!? (変身！空からオレンジ!? Henshin! Sora kara Orenji!??)
2. Tất sát! Pine Kick! (必殺！パインキック！ Hissatsu! Painkikku!?)
3. Bất ngờ! Rival Banana Henshin!? (衝撃！ライバルがバナナ変身!? Shōgeki! Raibaru ga Banana Henshin!??)
4. Khai sinh! Thứ 3 là Budou Rider! (誕生！3人目のぶどうライダー！ Tanjō! Sanninme no Budō Raidā!?)
5. Phục sinh! Ichigo Arms tình bạn! (復活！友情のイチゴアームズ！ Fukkatsu! Yūjō no Ichigo Āmuzu!?)
6. Durian Rider, tham chiến! (ドリアンライダー、参戦！ Dorian Raidā, Sansen!?)
7. Odama Suika, Big Bang! (大玉スイカ、ビッグバン！ Ōdama Suika, Biggu Ban!?)
8. Sức mạnh mới của Baron, Mango! (バロンの新しき力、マンゴー！ Baron no Atarashi Chikara, Mangō!?)
9. Đại kế bắt quái vật Inves (怪物インベス捕獲大作戦！ Kaibutsu Inbesu Hokaku Daisakusen!?)
10. Rider đại hội ngộ! Tiết lộ bí mật của khu rừng! (ライダー大集結！森の謎を暴け！ Raidā Daishūketsu! Mori no Nazo o Abake!?)
11. Sự thực đằng sau trò chơi Giáng Sinh (クリスマスゲームの真実 Kurisumasu Gēmu no Shinjitsu?)
12. Thế hệ Rider mới xuất hiện (新世代ライダー登場！ Shin Sedai Raidā Tōjō!?)
13. Gaim và Baron, cặp đôi tình bạn! (鎧武、バロンの友情タッグ！ Gaimu, Baron no Yūjō Taggu!?)
14. Bí mật trái cây Helheim (ヘルヘイムの果実の秘密 Heruheimu no Kajitsu no Himitsu?)
15. Người đàn ông phát minh ra Belt (ベルトを開発した男 Beruto o Kaihatsu shita Otoko?)
16. Arms mới! Khai sinh Jimber Lemon! (新アームズ！ジンバーレモン誕生！ Shin Āmuzu! Jinbā Remon Tanjō!?)
17. Rider trái đào, Marika, giáng lâm! (桃のライダー、マリカ光臨！ Momo no Raidā, Marika Kōrin!?)
18. Vĩnh biệt, Beat Rider (さらばビートライダーズ Saraba, Bīto Raidāzu?)
19. Vũ khí bí mật được trao tặng (贈られた秘密兵器 Okurareta Himitsu Heiki?)
20. Cuộc xâm lược bắt đầu sự kết thúc của thế giới (世界のおわり はじまる侵略 Sekai no Owari Hajimaru Shinryaku?)
21. Bí mật của Yggdrasill (ユグドラシルの秘密 Yugudorashiru no Himitsu?)
22. Một phần bảy của sự thật (7分の1の真実 Nana-bun-no-Ichi no Shinjitsu?)
23. Tiến lên tiền tuyến! Kachidoki Arms! (いざ出陣！カチドキアームズ！ Iza Shutsujin! Kachidoki Āmuzu!?)
24. Kẻ thù khủng khiếp mới: Overlord (新たな強敵オーバーロード Aratana Kyōteki Ōbārōdo?)
25. Gridon và Bravo, cặp đôi mạnh nhất (グリドン・ブラーボ最強タッグ Guridon Burābo Saikyō Taggu?)
26. Biến hình Genesis của Baron! (バロンのゲネシス変身！ Baron no Geneshisu Henshin!?)
27. Khi bạn biết sự thật... (真実を知る時 Shinjitsu wo Shiru Toki?)
28. Zangetsu bị phản bội (斬月裏切り Zangetsu uragiri?)
29. Vua Overlord (王 大君主 Ō dai kunshu?)
30. Kakaider màu đỏ và xanh (キカイダー赤と緑 Kikaidā aka to midori?)
31. Vị trí của trái cấm (禁断の果実の位置 Kindan no kajitsu no ichi?)
32. Sức mạnh tối cao! Kiwami Arms (強さ至高!キウイアームズ Tsuyo-sa shikō! Kiwamiāmuzu?)
33. Cuộc tập hợp của Beat Rider (ビートライダーズ大結集 Bīto Raidāzu Dai Kesshū?)
34. Sức mạnh của Vua và sự tái sinh của Nữ hoàng (王の力と王妃復活 Ō no Chikara to Ōhi Fukkatsu?)
35. Chiếc thuyền lớn của Micchy (みっちの大きなボート Micchi no ōkina bōto?)
36. Anh em đối mặt!Zangetsu vs Zangestsu shin (兄弟はすね対斬月斬月に直面 Kyōdai wa sune tai zangetsu zangetsu ni chokumen?)
37. Trận bóng mùa hè của Baron (男爵の夏のサッカー Danshaku no natsu no sakkā?)
38. Giáo sư trở lại (教授リターン Kyōju ritān?)
39. Kế hoạch đột nhập tòa tháp quyết tử (決死のタワー突入作戦！ Kesshi no Tawā Totsunyū Sakusen!?)
40. Overlord thức tỉnh (オーバーロードへの目覚め Ōbārōdo e no Mezame?)
41. Đột kích! Vua Overlord (激突!オーバーロードの王 Gekitotsu! Ōbārōdo no Ō?)
42. Mitsuzane! Henshin cuối cùng (光実！最後の変身！ Mitsuzane! Saigo no Henshin!?)
43. Henshin siêu cấp của Baron (バロン 究極の変身 Baron Kyukyoku no Henshin?)
44. Tương lai hai người tìm kiếm  (二人の目指す未来は Futari no Mezasu Mirai Wa?)
45. Trận chiến cuối cùng của bộ đôi vận mệnh! (運命の二人 最終バトル！ Unmei no Futari Saishū Batoru!?)
46. Người chiến thắng vận mệnh (運命の勝者 Unmei no Shōsha?)
47. Biến thân! Hướng tới tương lai (変身！そして未来へ Henshin! Soshite Mirai e?)

## Phim

### Tenkawakeme no Sengoku Movie Daigassen
Kamen Rider × Kamen Rider Gaim & Wizard: Tenkawakeme no Sengoku Movie Daigassen (仮面ライダー×仮面ライダー鎧武＆ウィザード　天下分け目の戦国MOVIE大合戦 Kamen Raidā × Kamen Raidā Gaimu Ando Wizādo Tenkawakeme no Sengoku Mūbī Daigassen, Tạm dịch: Kamen Rider x Kamen Rider Gaim & Wizard: Movie Đại Hợp Chiến Thời Chiến Quốc Chấn Động Thiên Hạ) là bộ phim điện ảnh mùa đông với sự gặp gỡ giữa Kamen Rider Wizard và Gaim. Bộ phim phát hành vào ngày 14 tháng 12, 2013.

### Kamen Rider Taisen
Heisei Rider vs. Showa Rider: Kamen Rider Taisen feat. Super Sentai (平成ライダー対昭和ライダー 仮面ライダー大戦 feat.スーパー戦隊 Heisei Raidā Tai Shōwa Raidā Kamen Raidā Taisen feat. Sūpā Sentai, Rider thời Bình Thành đấu với Rider thời Chiêu Hoàn: Đại Chiến Kamen Rider với sự xuất hiện của Super Sentai) là tựa đề của bộ phim điện ảnh thứ 3 trong series Super Hero Taisen thường niên. Bộ phim được trình chiếu vào ngày 29 tháng 3 năm 2014 tại Nhật Bản.

## Diễn viên
- Kazuraba Kōta (葛葉 紘汰?): Sano Gaku (佐野 岳?)
- Kumon Kaito (駆紋 戒斗?): Kobayashi Yutaka (小林 豊?)
- Kureshima Mitsuzane (呉島 光実?): Takasugi Mahiro (高杉 真宙?)
- Takatsukasa Mai (高司 舞?): Shida Yuumi (志田 友美?)
- Kureshima Takatora (呉島 貴虎?): Kubota Yūki (久保田 悠来?)
- Chucky (チャッキー Chakkī?): KANON
- Rica (リカ?): MIINA
- Rat (ラット Ratto?): Ozawa Ren (小澤 廉?)
- Zack (ザック Zakku?): Matsuda Gaku (松田 岳?)
- Peco (ペコ Peko?): Momose Saku (百瀬 朔?)
- Kazuraba Akira (葛葉 晶?): Izumi Rika (泉 里香?)
- Bandō Kiyojirō (阪東 清治郎?): Yuge Tomohisa (弓削 智久?)
- Sid (シド Shido?): Namioka Kazuki (波岡 一喜?)
- DJ Sagara (DJサガラ Dī Jei Sagara?): Yamaguchi Tomomitsu (山口 智充?)

### Diễn viên phục trang
- Kamen Rider Gaim: Takaiwa Seiji (高岩 成二?)[8]
- Kamen Rider Balon: Eitoku (永徳?)[8]
- Kamen Rider Ryugen: Satō Daisuke (佐藤 太輔 Satō Daisuke?)[8]
- Kamen Rider Zangetsu: Watanabe Jun (渡辺 淳 Watanabe Jun?)[9]

## Bài hát chủ đề
Bài hát đầu
- "Just Live More"
  - Lời: Shoko Fujibayashi
  - Sáng tác và cải biên: Shuhei Naruse
  - Thể hiện: Gaim no Kaze

Bài hát kết thúc
- "E-X-A (Exciting×Attitude)"
  - Lời: Fujibayashi Shoko
  - Sáng tác và cải biên: tatsuo (of everset)
  - Thể hiện: Kamen Rider Girls
  - Tập: 3, 5
- "Never surrender"
  - Lời: Fujibayashi Shoko
  - Sáng tác và cải biên: Igarashi "IGAO" Junichi
  - Thể hiện: Team Baron (Kumon Kaito, Zack, & Peco) (Kobayashi Yutaka, Matsuda Gaku, & Momose Saku)
  - Tập: 8, 26
- "Toki no Hana" (時の華? "Hoa thời gian")
  - Lời: Fujibayashi Shoko
  - Sáng tác: Maeda Naoki
  - Cải biên: Naruse Shuhei
  - Thể hiện:　Tomomi Sumi Jiena(Kamen Rider GIRLS)
  - Tập: 17, 21
- "Raise Up Your Flag"
  - Lời: Fujibayashi Shoko
  - Sáng tác và cải biên: tatsuo (của everset)
  - Thể hiện: Kazuraba Kouta (Sano Gaku)
  - Tập: "Haruyasumi Gattai Special", 24
  - Lyrics: Shoko Fujibayashi
  - Composition & Arrangement: Shuhei Naruse
  - Artist: Kouta Kazuraba & Kaito Kumon (Gaku Sano & Yutaka Kobayashi)
  - Episodes: 36, 37, 39, 41, 45

"Ranbu Escalation" is the theme for Kamen Rider Gaim Kiwami Arms